# إلحقوني بالمأذون (فلم)
الحقونى بالمأذون فيلم مصري إنتاج 1954 من الأفلام النادرة التي لم تعرض في التلفزيون المصري من قبل ولا على الفضائيات تأليف: أبو السعود الإبياري وإخراج: حلمي رفلة
وبطولة: شادية، كمال الشناوي، إسماعيل ياسين، عبد السلام النابلسي، سليمان نجيب، ميمي شكيب.

## قصة الفيلم
تدور أحداث الفيلم حول «جميل جمال» (إسماعيل ياسين) الذي يتقدم لخطبة فتاة تعمل في مشغل خياطة (شادية) من إعلان في الجرائد. ثم تضطرها الظروف للذهاب لفيلا كمال الشناوي لتسليم فستان زفاف عروسته في يوم الزفاف. فيتضح أن العروس نصابة ويضطر العريس وخالته «ميمي شكيب» إلى تقديم «شادية» على أنها العروس إلى عم كمال الشناوي (سليمان نجيب) وتتوالى المواقف الكوميدية.

## بطولة
- شادية
- كمال الشناوي
- إسماعيل ياسين
- عبد السلام النابلسي
- زمردة
- ميمي شكيب
- سليمان نجيب
- زينات صدقي
- ثريا سالم
- عفاف شاكر
- سعاد أحمد
- زهير صبري
- حسين عيسى
- أنور زكي